# Iditarod Trail Sled Dog Race
A Iditarod Trail Sled Dog Race é uma corrida anual de trenós de cães disputada por equipes. Mushers e um time de 12 a 16 cães (dos quais ao menos 6 devem estar puxando o trenó na linha de chegada) cobrem mais de 1 049 milhas entre 9 a 15 dias no trajeto Anchorage-Nome.
A corrida começa no primeiro sábado de março. A Iditarod começou em 1973 como um evento para testar os melhores mushers e equipes de trenós de cães, mas evoluiu para a corrida de hoje, altamente competitiva. O recorde de tempo de conclusão da prova foi atingido em 2011 por John Baker, com um tempo de 8 dias, 19 horas, 46 minutos e 39 segundos.
As equipes frequentemente correm sob nevascas e acabam sofrendo o whiteout, uma espécie de cegueira que ocorre pelo excesso de luz e da cor branca na paisagem, temperaturas abaixo de zero e ventos fortes que podem causar a sensação térmica chegar a -73 ° C. A Cerimônia de Partida ocorre na cidade de Anchorage e é seguida pelo reinício oficial em Willow, cidade na região centro-sul do estado. O reinício era originalmente em Wasilla , mas por causa da pouca neve, o reinício foi permanentemente movido para Willow em 2008. A trilha vai de Willow a Rainy Pass da Cordilheira do Alasca ao interior escassamente povoado, e depois ao longo da costa do mar de Bering, alcançando finalmente Nome em Alasca ocidental. A trilha é através de uma paisagem agreste de tundra e florestas de pinheiros, colinas e passagens de montanha, e através dos rios. Embora o início, em Anchorage esteja no meio de um grande centro urbano, a maioria do percurso passa por cidades extensamente separadas e aldeias e pequenos assentamentos atabascanos e Inupiat. A Iditarod é considerada como um link simbólico para o início da história do Estado e está ligada a muitas tradições comemorar o legado da corrida de trenós de cães.
A corrida é o evento esportivo mais popular no Alasca, e os mushers de maior desempenho e suas equipes de cães são celebridades locais. Esta popularidade é creditada com o ressurgimento do mushing recreativo no estado desde 1970. Enquanto o número de concorrentes anual de mais de cinqüenta mushers e cerca de mil cães ainda é em grande parte do Alasca, os concorrentes a partir de quatorze países já concluíram o evento, incluindo o suíço Martin Buser, que se tornou o primeiro vencedor internacional em 1992.